# ZX8302
O ZX8302 foi um circuito integrado (ULA) projetado para o microcomputador Sinclair QL. Também conhecido como o "Peripheral Chip" do QL, era responsável pelo interfaceamento da UCP com os Microdrives, rede local e portas RS-232 (transmissão apenas) e provia um relógio de tempo real. O ZX8302 era o CI 23 na placa-mãe do QL.